# Parco naturale dell'Alta Val Sesia e dell'Alta Val Strona
Il parco naturale dell'Alta Val Sesia e dell'Alta Val Strona è un'area naturale protetta, istituita nel 1979, situata tra la Valsesia e la Valle Strona, interessando le testate della Val Grande, della Val Sermenza, della Val d'Egua e della Val Mastallone. È l'area naturale protetta più alta d'Europa e alcune sue località sono sedi dell'Ecomuseo della Valsesia.

## Storia
Il parco è stato istituito nel 1979 e successivamente ampliato nel 1985 con l'aggiunta dei territori della Val Mastallone, nei comuni di Fobello e Rimella.
Nel 2009 con la legge di riordino del sistema regionale delle Aree protette (LR 19/2009), viene inclusa nel parco anche Alta Valle Strona presso il centro abitato di Campello Monti, dando al parco il nome attuale.

## Territorio
Il territorio del parco si estende su 6500 ettari, dalla quota di 900 m s.l.m. circa del fondovalle, fino ai 4559 m s.l.m. della punta Gnifetti, una delle più alte vette del Monte Rosa.
Comprende:
- la parte più elevata delle valli che compongono il bacino del fiume Sesia e dei suoi maggiori affluenti di sinistra: i torrenti Sermenza e Mastallone
- la parte sommitale della Val Grande, nel territorio di Alagna Valsesia, con i ghiacciai delle Piode, del Sesia e delle Vigne, e con tutto il lato sinistro idrografico della valle, comprendente anche l'intero vallone del Turlo
- gli alpeggi alti e parte del territorio di Alto Sermenza nell'omonima valle
- gran parte del territorio del comune di Carcoforo in val d'Egua
- il vallone di Roj, nel territorio di Fobello in val Mastallone
- la parte alta del territorio di Rimella in val Mastallone.
- la parte alta della Valle Strona, presso Campello Monti.

Il parco è caratterizzato da una morfologia di tipo glaciale; infatti i ghiacciai, che hanno costituito per secoli l'elemento predominante della Valsesia, formano tutt'oggi uno straordinario e spettacolare fondale nel territorio di Alagna, influenzando, con la loro presenza, l'intero ecosistema del parco.

## Comuni
- Alagna Valsesia
- Alto Sermenza
- Carcoforo
- Fobello
- Rimella
- Valstrona

## Flora
Per la sua particolare estensione in alta quota, causa della presenza di aree microclimatiche assai differenti tra loro, il parco ospita una notevole varietà di specie.
Nelle aree a più alta quota, caratterizzate da un microclima prettamente alpino, si trovano popolamenti vegetali pionieri tipici delle aree rocciose (artemisia, genziana, sassifraghe, ecc.), delle aree moreniche e detritiche (androsace alpina, sassifraga solfina, ranuncolo dei ghiacciai, ecc.) e delle zone vallive nivali (veronica alpina, soldanella alpina, tussilagine delle Alpi, ecc.).
A quota inferiore si incontrano aree con la tipica vegetazione del pascolo alpino (festuca varia e festuca di Haller, carice curva, ecc.), alternate a zone con vegetazione arbustiva (ontano verde, cespuglieti di rododendro e azalea nana).
Ancora più in basso si trovano lariceti e boschi (larice), sempre più fitti con il diminuire dell'altitudine, intervallati da ampi pascoli subalpini (avena dorata, bistorta, alchemilla, acetosa, trifoglio, ecc.).

## Fauna
- Mammiferi: stambecco, camoscio, marmotta, volpe, ermellino, martora, donnola, arvicola delle nevi, lepre bianca, lupo, tasso.
- Uccelli: aquila reale, sparviero, pernice bianca, fagiano di monte, coturnice.

## Punti d'interesse

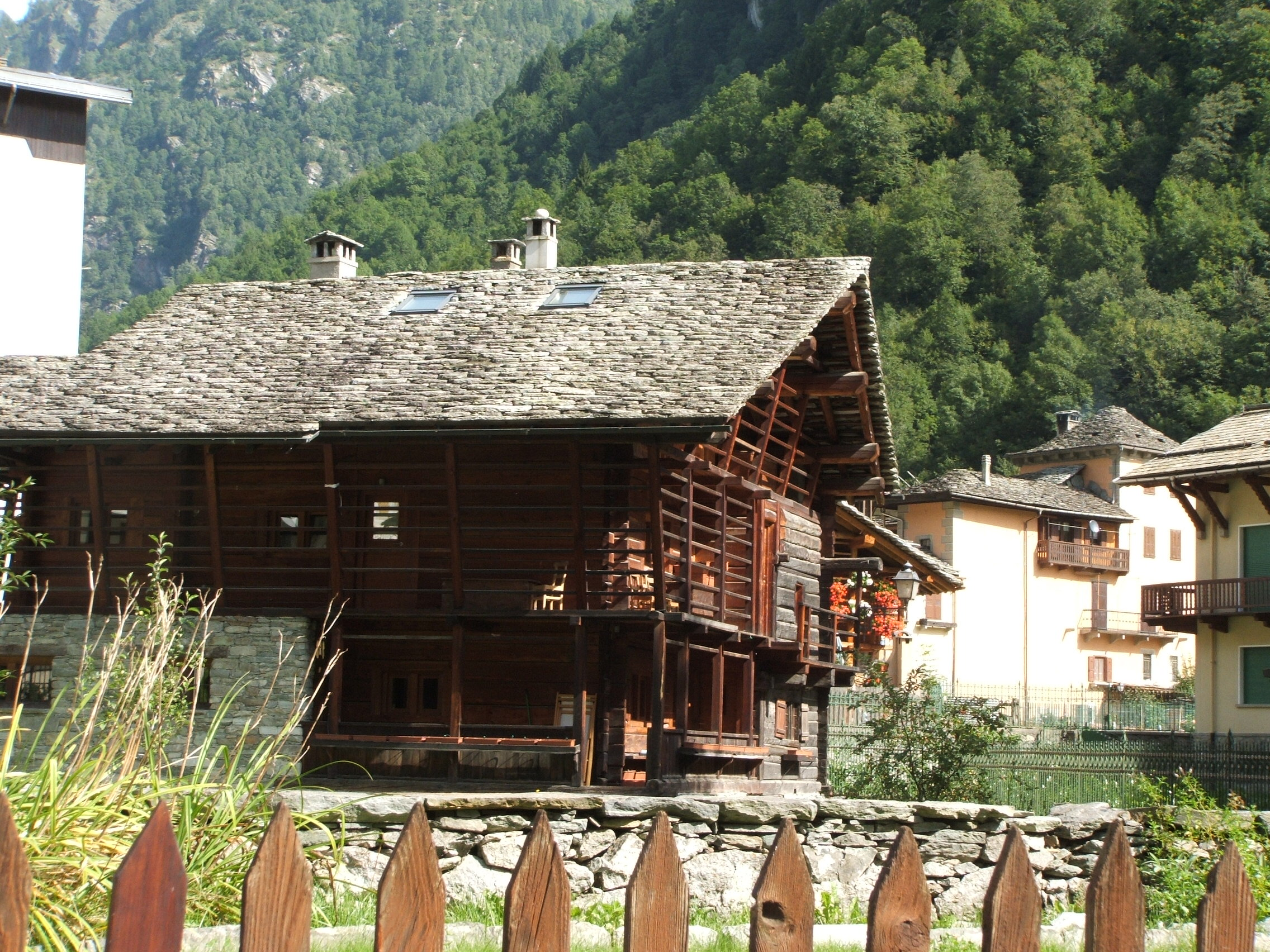
L'Ecomuseo

Il territorio del parco è collocato in un'area di colonizzazione walser, una popolazione di origine alemanna migrata in queste valli nel XIII secolo; i segni del popolamento walser sono evidenti nella caratteristica architettura in legno delle case, nei dialetti alto tedeschi, nelle antiche usanze e nei costumi tradizionali.

## Accessi
- Alagna Valsesia, servizio autobus navetta in estate dal parcheggio presso la frazione Wold fino alla località Acqua Bianca, da qui a piedi all'alpe Fum Bitz.
- Carcoforo.
- Fobello, frazione Roj.
- Campello Monti

## Attività
- Centro visita del parco all'alpe Fum Bitz (1603 m), presso Alagna, aperto durante l'estate: con percorso illustrativo della fauna presente nel parco e annesso giardino botanico.
- Museo naturalistico a Carcoforo: nel quale sono illustrate le caratteristiche ambientali del parco.
- Centro visita del parco presso il caseificio di Roj a Fobello: dedicato alla presenza umana e alle attività agro-pastorali.
- Rifugi:
  - Il Rifugio Vallè a Rima (2175 m)
  - Il Rifugio Massero a Carcoforo (2082 m)
  - La Casa del Parco alla Brusà a Rima (1400 m)
  - Bivacco Abele Traglio, presso il laghetto del Capezzone.